# Commiphora antunesii
Commiphora antunesii är en tvåhjärtbladig växtart som beskrevs av Adolf Engler. Commiphora antunesii ingår i släktet Commiphora och familjen Burseraceae. Inga underarter finns listade i Catalogue of Life.